# Temple de Brahma (Khajurâho)
Le temple de Brahmā est un temple hindou situé à Khajurâho dans l'état du Madhya Pradesh, en Inde. 
Il est dédié à Brahmā  le premier membre de la trinité des déités hindoues majeures avec Shiva et Vishnou.
L'édifice fait partie du groupe situé à l'Est du site du patrimoine mondial de l'UNESCO au titre de l'Ensemble monumental de Khajuraho.

## Histoire
Le temple de Brahmā, comme la plupart des autres temples de Khajurâho a été construit au Xe siècle, peut-être en 925.
Le temple a été classé « Monument d'Importance nationale » par l'ASI.

## Description
Le temple, peu visité, est isolé au bord d'un plan d'eau non loin des temples de Javari et de Vamana. Seuls son socle et son porche étaient en bon état. Tout le reste de la structure a été reconstituée.